# Iliyan Popov
Iliyan Popov (Илиян Попов; sinh 2 tháng 6 năm 1998) là một cầu thủ bóng đá Bulgaria thi đấu ở vị trí hậu vệ cho Vitosha Bistritsa.

## Sự nghiệp

### Vitosha Bistritsa
Ngày 9 tháng 7 năm 2017 Popov ký hợp đồng với câu lạc bộ Bulgarian First League Vitosha Bistritsa, đến từ học viện Levski Sofia. Anh ra mắt ngày 22 tháng 7 năm 2017 trong trận đấu trước Etar Veliko Tarnovo.

## Thống kê sự nghiệp

### Câu lạc bộ
Tính đến 23 tháng 7 năm 2017 
| Thành tích câu lạc bộ | Thành tích câu lạc bộ | Thành tích câu lạc bộ | Giải vô địch | Giải vô địch | Cúp          | Cúp          | Châu lục | Châu lục | Khác | Khác | Tổng | Tổng | Tổng |
| Câu lạc bộ            | Giải vô địch          | Mùa giải              | Trận         | Bàn          | Trận         | Bàn          | Trận     | Bàn      | Trận | Bàn  | Trận | Bàn  |      |
| Bulgaria              | Bulgaria              | Bulgaria              | Giải vô địch | Giải vô địch | Cúp Bulgaria | Cúp Bulgaria | Châu Âu  | Châu Âu  | Khác | Khác | Tổng | Tổng |      |
| --------------------- | --------------------- | --------------------- | ------------ | ------------ | ------------ | ------------ | -------- | -------- | ---- | ---- | ---- | ---- | ---- |
| Vitosha Bistritsa     | Hạng nhất             | 2017-18               | 1            | 0            | 0            | 0            | –        | –        | 0    | 0    | 1    | 0    |      |
| Vitosha Bistritsa     | Tổng                  | Tổng                  | 1            | 0            | 0            | 0            | 0        | 0        | 0    | 0    | 1    | 0    |      |
| Thống kê sự nghiệp    | Thống kê sự nghiệp    | Thống kê sự nghiệp    | 1            | 0            | 0            | 0            | 0        | 0        | 0    | 0    | 1    | 0    |      |